# Edward Telfair
Edward Telfair (Kirkcudbright, 1735 – Savannah, 17 settembre 1807) è stato un politico statunitense di origine scozzese.
Fu per due volte governatore della Georgia, e fu uno dei principali politici georgiani del XVIII secolo.

## Biografia

### Arrivo in America
Nato nel 1735 in Scozia da una ricca famiglia di proprietari terrieri, divenne molto presto commerciante di successo. Nel 1758, in cerca di migliori affari, decise di emigrare nelle Tredici Colonie assieme al fratello William, prima in Virginia, poi in Carolina del Nord e infine, nel 1766, in Georgia.
In pochi anni divenne uno degli uomini più ricchi della Georgia, comprando numerose piantagioni e schiavi. Nel 1774 si sposò con Sarah Gibbons, dalla quale ebbe sette figli (tra i quali il politico Thomas Telfair e la benefattrice Mary Telfair).

### La guerra d'indipendenza
Telfair si interessò presto degli affari di Stato, e dal 1768 fu stabilmente membro dell'Assemblea georgiana. Allo scoppio della rivoluzione americana si schierò con i ribelli ed entrò a far parte dei Sons of Liberty locali. Nel maggio 1775, quando si diffuse la notizia della sconfitta inglese a Lexington e Concord, rubò assieme al suocero William Gibbons e ad altri 600 libbre di polvere da sparo dai magazzini di Savannah da impiegare nella causa indipendentista.
Dal 1778 al 1783 fu membro del congresso continentale, e come tale firmò gli Articoli della Confederazione e venne dichiarato traditore dagli inglesi.

### Governatore della Georgia
Nel 1786 venne eletto governatore della Georgia per un anno. Durante il suo primo mandato si occupò di riordinare le finanze statali, lasciate disastrate dalla guerra, e decretò lo spostamento della capitale dello Stato da Savannah alla più sicura Augusta. Dovette inoltre occuparsi delle minacce esterne, guerreggiando con i Creek e istituendo una commissione per definire il confine esatto con la Carolina del Sud.
Nel 1787 fu tra coloro che approvò la nuova costituzione degli Stati Uniti (anche se, come anti-federalista, era contrario alle ingerenze del governo statunitense negli affari statali). Nel 1789 venne eletto governatore per la seconda volta, ospitando di lì a poco il presidente George Washington durante la sua visita negli Stati del Sud. Rieletto nel 1791, durante il suo secondo mandato da governatore affrontò nuovamente i Creek e fu coinvolto nelle lotte tra federalisti e anti-federalisti, divenendo esponente di spicco dei democratico-repubblicani.

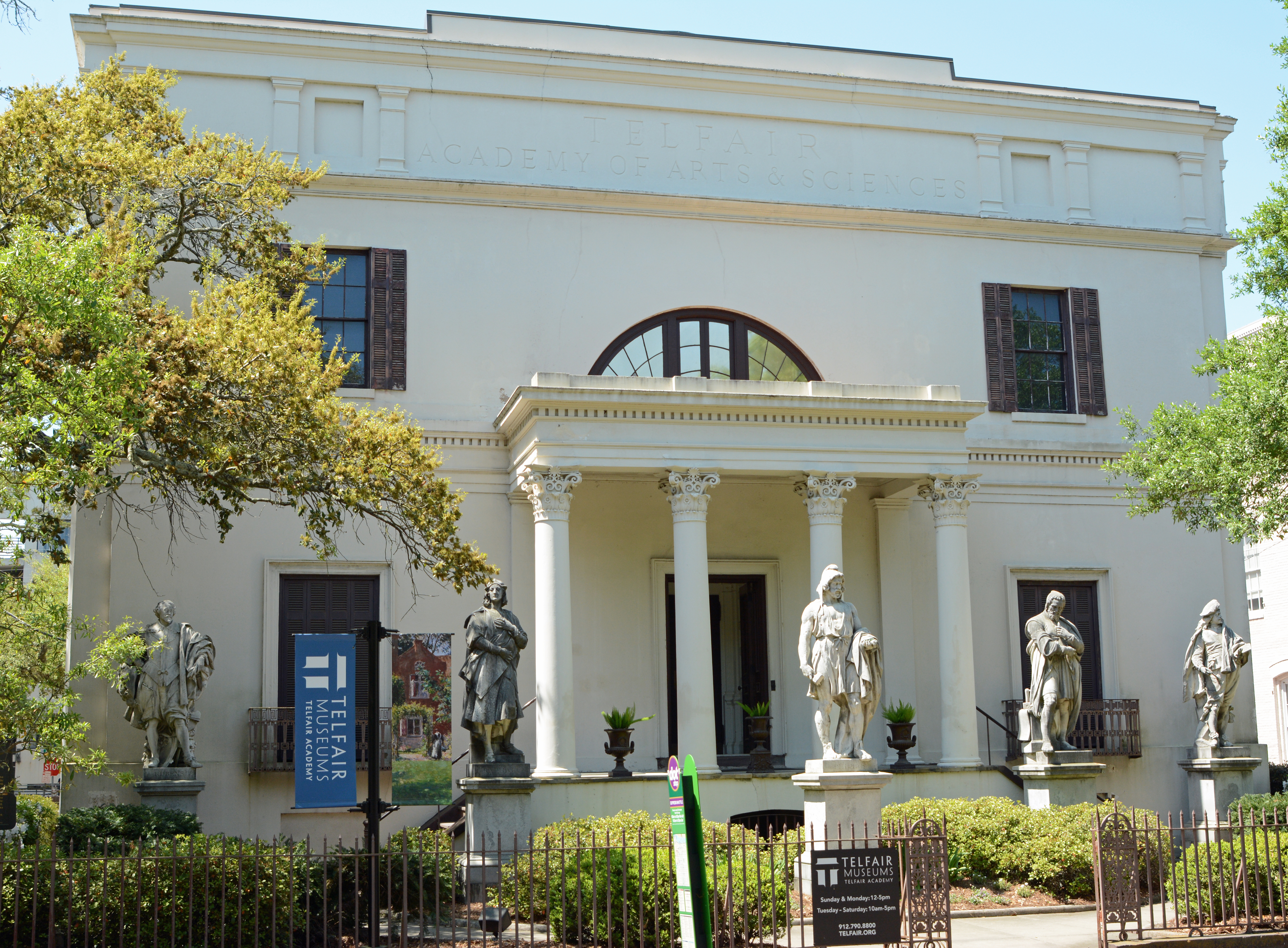
Entrata principale del Telfair Museum.

### Morte ed eredità
Dopo la fine del suo secondo mandato si ritirò dalla politica, morendo nel 1807. Poco dopo, per onorarlo, gli venne intitolata la contea di Telfair.
La maggior parte dei suoi beni, dopo le morti premature e ravvicinate dei figli maschi, andò in eredità alla figlia Mary, che trasformò la casa di famiglia prima in un'accademia e infine, per decreto testamentario, in un museo. I Musei Telfair sono ancora oggi il più grande complesso museale d'arte della Georgia, contenente più di 4500 dipinti, sculture e manufatti.